# Ezdimir Buttress
Ezdimir Buttress (englisch; bulgarisch Рид Ездимир Rid Esdemir) ist ein 1600 m hoher, vereister und gebirgskammähnlicher Berg auf der Nordwestseite des Detroit-Plateaus an der Davis-Küste des Grahamlands auf der Antarktischen Halbinsel. Er ragt 15,95 km östlich des Matov Peak, 17,54 km südöstlich des Milkov Point, 7,54 km südlich des Mount Bris und 17,08 km nördlich des Wolseley Buttress zwischen Nebengletschern des Temple-Gletschers auf. Seine steilen Südwest-, Nordwest- und Nordosthänge sind teilweise unvereist.
Britische Wissenschaftler kartierten ihn 1974. Die bulgarische Kommission für Antarktische Geographische Namen benannte ihn 2013 nach einem Berg im Westen Bulgariens. 